# Црква Вазнесења Господњег у Каменици
Црква Вазнесења Господњег у Каменици, насељеном месту на територији града Крагујевца, подигнута је 2015. године, припада Епархији жичкој Српске православне цркве.
Црква посвећена Вазнесењу Господњем освештана је 2016. године од стране Епископа жичког Јустина.